# Pelidnota matogrossensis
Pelidnota matogrossensis es una especie de escarabajo del género Pelidnota, familia Scarabaeidae. Fue descrita científicamente por Frey en 1976.
Especie nativa de la región neotropical. Habita en Bolivia.